# Општина Костештиј дин Вале (Дамбовица)
Костештиј дин Вале (рум. Costeştii din Vale) општина је у Румунији у округу Дамбовица.
Oпштина се налази на надморској висини од 156 m.